# Ligue de diamant 2011 - saut à la perche masculin
Le concours du saut à la perche masculin de la Ligue de diamant 2011 se déroule du 6 mai au 16 septembre 2011. La compétition fait successivement étape à Doha, Rome, New York, Lausanne, Paris et Monaco, la finale ayant lieu à Bruxelles peu après les Championnats du monde de Daegu.

## Calendrier
| Date              | Meeting                         | Ville     | Pays       |
| ----------------- | ------------------------------- | --------- | ---------- |
| 6 mai 2011        | Qatar Athletic Super Grand Prix | Doha      | Qatar      |
| 26 mai 2011       | Golden Gala                     | Rome      | Italie     |
| 11 juin 2011      | Meeting de New York             | New York  | États-Unis |
| 30 juin 2011      | Athletissima                    | Lausanne  | Suisse     |
| 8 juillet 2011    | Meeting Areva                   | Paris     | France     |
| 22 juillet 2011   | Meeting Herculis                | Monaco    | Monaco     |
| 16 septembre 2011 | Mémorial Van Damme              | Bruxelles | Belgique   |

## Faits marquants
Tenant du titre, le français Renaud Lavillenie champion d'Europe ne termine que 4e de la première étape à Doha, en passant 5,50 m au second essai ; la victoire revenant l'allemand Malte Mohr qui s'impose avec 5,81 m, meilleure marque mondiale de la saison, l'ukrainien Maksym Mazuryk (5,70 m) et le cubain Lázaro Borges (5,60 m) complètent le podium.

## Résultats
| Date | Meeting   | 1er                            | 1er   | 2e                         | 2e    | 3e                                          | 3e    |
| --- | --------- | ------------------------------ | ----- | -------------------------- | ----- | ------------------------------------------- | ----- |
| 6 mai 2011 | Doha      | Malte Mohr 5,81 m (WL, MR)     | 4 pts | Maksym Mazuryk 5,70 m      | 2 pts | Lázaro Borges 5,60 m (SB)                   | 1 pt  |
| 26 mai 2011 | Rome      | Renaud Lavillenie 5,82 m (WL)  | 4 pts | Malte Mohr 5,72 m          | 2 pts | Maksym Mazuryk 5,62 m                       | 1 pt  |
| 11 juin 2011 | New York  | Romain Mesnil 5,52 m           | 4 pts | Brad Walker 5,52 m         | 2 pts | Jérôme Clavier 5,42 m                       | 1 pt  |
| 30 juin 2011 | Lausanne  | Renaud Lavillenie 5,83 m (=SB) | 4 pts | Malte Mohr 5,73 m          | 2 pts | Lazaro Borges 5,63 m                        | 1 pt  |
| 8 juillet 2011 | Paris     | Renaud Lavillenie 5,73 m       | 4 pts | Jérôme Clavier 5,63 m (SB) | 2 pts | Konstadínos Filippídis 5,63 m               | 1 pt  |
| 22 juillet 2011 | Monaco    | Renaud Lavillenie 5,90 m (WL)  | 4 pts | Malte Mohr 5,75 m          | 2 pts | Konstadínos Filippídis Romain Mesnil 5,60 m | 1 pt  |
| 16 septembre 2011 | Bruxelles | Konstadínos Filippídis 5,72 m  | 8 pts | Renaud Lavillenie 5,72 m   | 4 pts | Malte Mohr 5,62 m                           | 2 pts |
| Records et Performances - AR : Record continental (area record) - CR : Record des championnats (championship record) - MR : Record du meeting (meet record) - NR : Record national (national record) - OR : Record olympique (olympic record) - PR : Record paralympique (paralympic record) - PB : Record personnel (personal best) - SB : Meilleure performance personnelle de la saison (season's best) - WL : Meilleure performance mondiale de l'année (world leader) - WJR : Record du monde junior (world junior record) - WR : Record du monde (world record) Circonstances et Conditions - DNF : N'a pas terminé (did not finish) - DNS : N'a pas pris le départ (did not start) - DQ : Disqualification (disqualification) - NM : Aucun essai valable enregistré (No Mark) - Q : Qualifié « directement » au prochain tour (ou à la prochaine compétition), lors d'une compétition majeure, grâce au classement ou à la réalisation des minima (automatic qualifier) - q : Qualifié au prochain tour (ou à la prochaine compétition), lors d'une compétition majeure, grâce au repêchage ou à la réalisation de l'une des meilleures performances parmi celles des « non qualifiés directement » (grâce au meilleur temps ou à la meilleure distance par exemple) (secondary qualifier) |           |                                |       |                            |       |                                             |       |

## Classement général
- Classement final[1] :

| Rang | Athlète                | Points |
| ---- | ---------------------- | ------ |
| 1    | Renaud Lavillenie      | 20     |
| 2    | Malte Mohr             | 12     |
| 3    | Konstadínos Filippídis | 10     |
| 4    | Romain Mesnil          | 5      |